# M72 LAW
L'M72 LAW (LAW è acronimo di Light Antitank Weapon) è un lanciarazzi sviluppato negli Stati Uniti d'America, dove viene prodotto a partire dal 1963. Sviluppato, in origine, in un laboratorio a Redstone Arsenal nel 1959, oggi viene fabbricato dalla Nordic Ammunition Group.

## Storia
Fu adottato dall'esercito degli Stati Uniti e dal Corpo dei Marines dall'inizio del 1963, come arma anticarro di fanteria individuale primaria, in sostituzione della granata da fucile M31 HEAT e del M20 Super Bazooka; successivamente venne impiegato dalla US AirForce per svolgere un ruolo anti-postazione nei compiti di difesa delle basi aeree militari
All'inizio degli anni '80 lo US Army ne pianificò la dismissione in favore dal lanciarazzi FGR-17, ma il progetto venne accantonato in favore dell'AT4. Oggi viene ancora utilizzato da varie forze armate in vari Stati del mondo.

## Caratteristiche

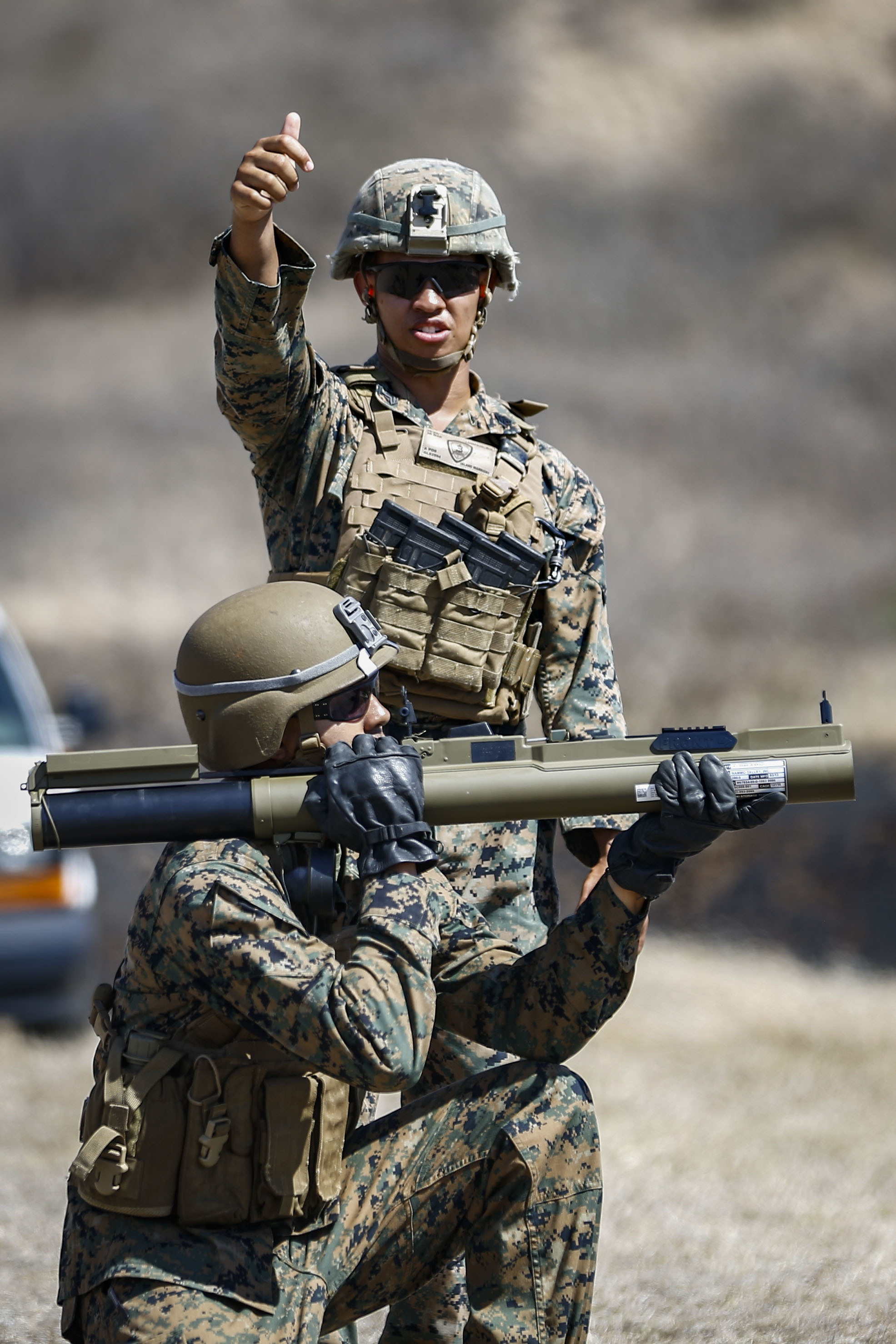
Un soldato della US Army si sta esercitando con un M72 LAW nel 2008

L'arma è costituita da un razzo all'interno di un lanciatore costituito da due tubi, uno dentro l'altro, ed ha un'apertura telescopica. Quando chiuso, il gruppo esterno funge da contenitore a tenuta stagna per il razzo e il meccanismo di sparo a percussione che attiva il razzo. Il tubo esterno contiene il grilletto, la maniglia di inserimento, i mirini anteriore e posteriore e il coperchio posteriore. Il tubo interno contiene il gruppo canale, che ospita il gruppo percussore, compresa la leva di arresto. Quando esteso, il tubo interno si inclina verso l'esterno verso la parte posteriore, guidato dal gruppo del canale, che scorre in una fessura di allineamento nel gruppo dell'alloggiamento del grilletto del tubo esterno. Questo fa sì che la leva di arresto si sposti sotto il gruppo grilletto nel tubo esterno, bloccando sia il tubo interno in posizione estesa che armando l'arma. Una volta armata, l'arma non è più a tenuta stagna, anche se il lanciatore viene retratto nella sua configurazione originale.

## Dati tecnici

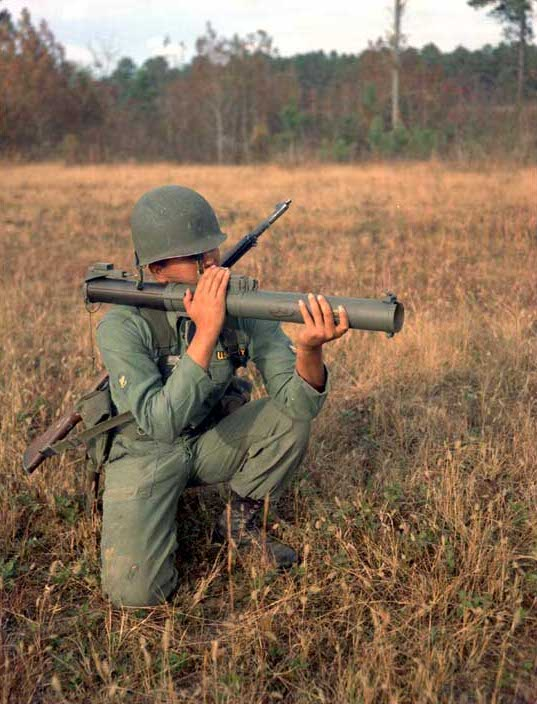
Un collaudo dell'arma in Georgia 1960

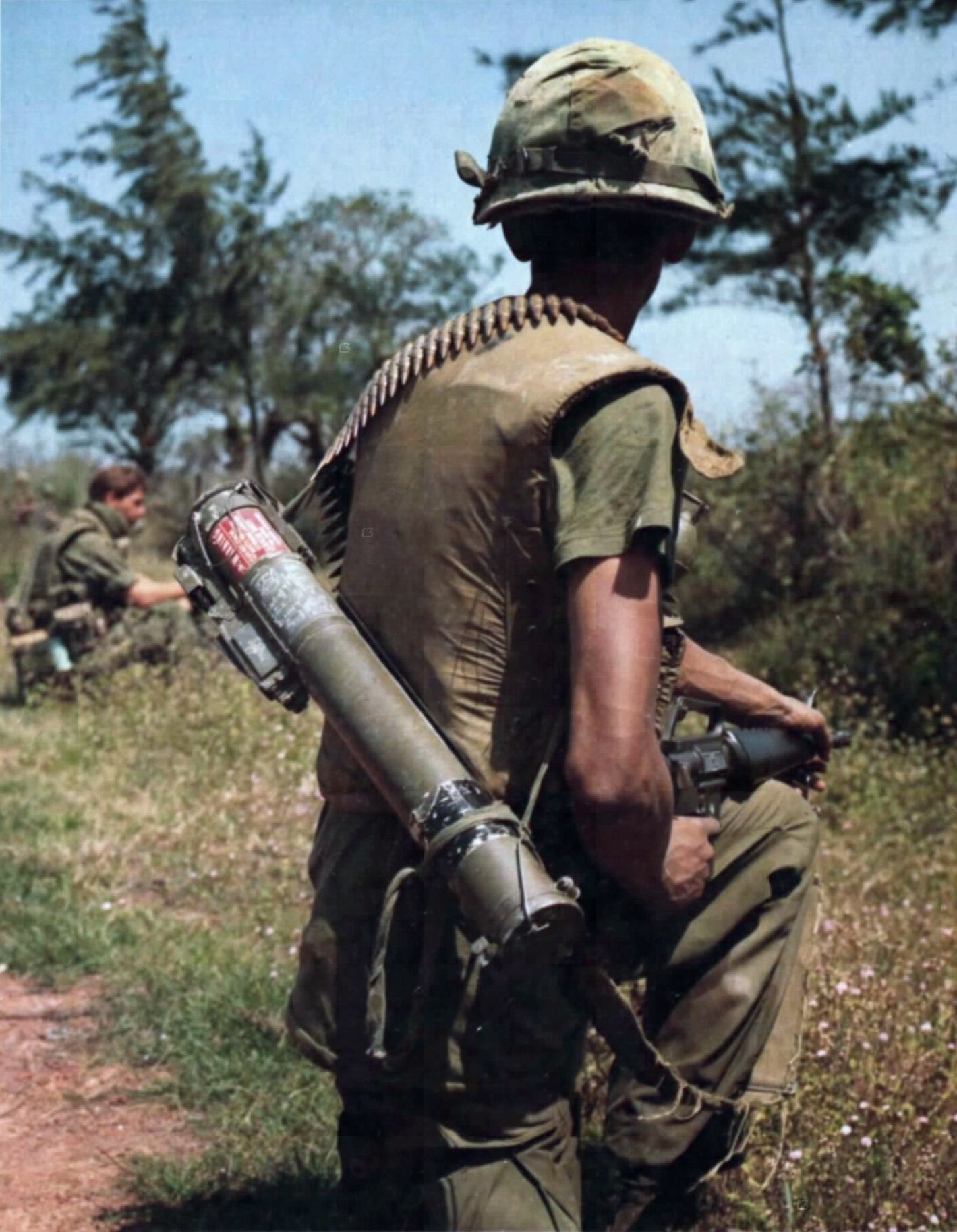
Un M72 LAW in Vietnam nel 1968

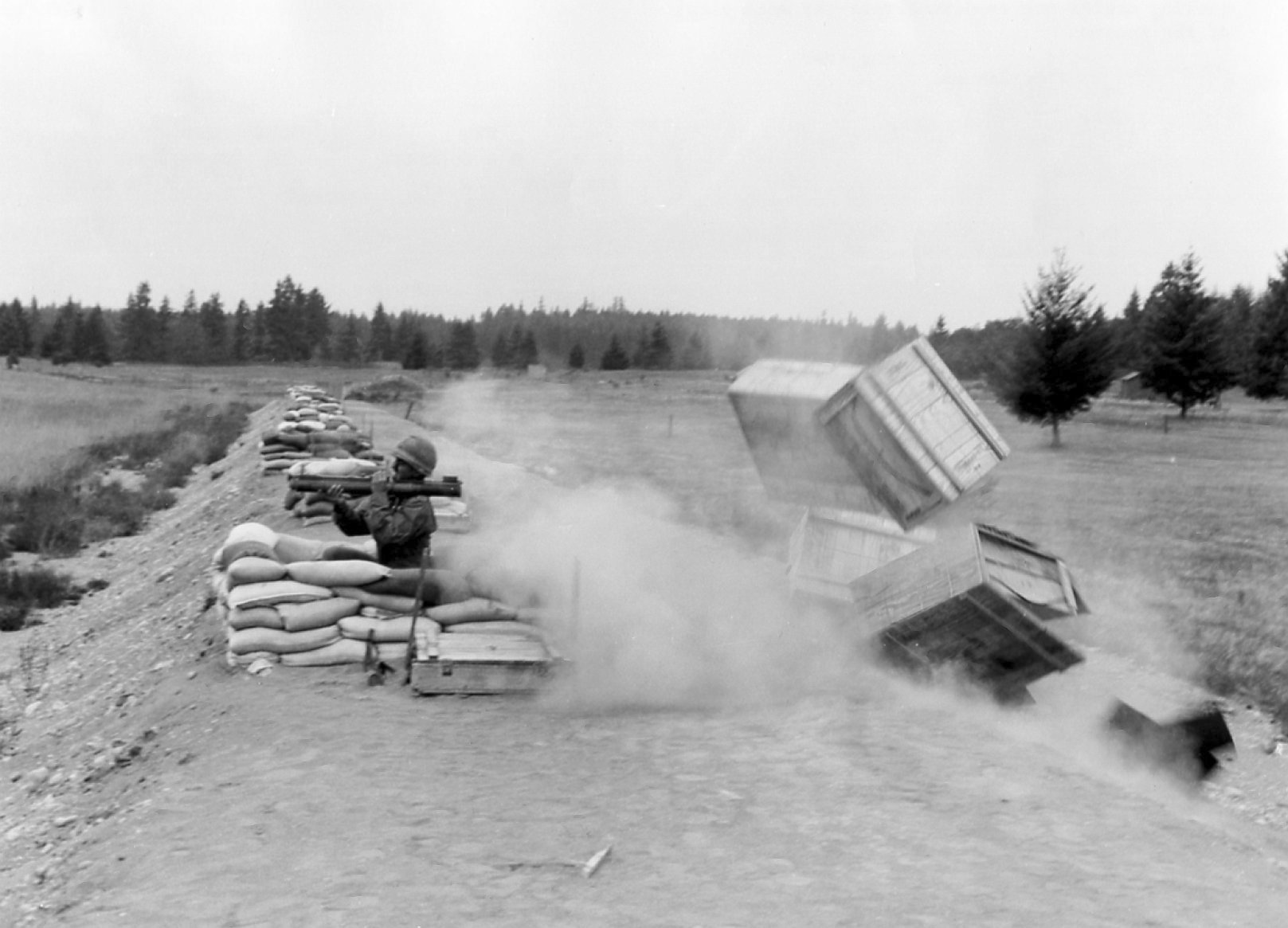
Un soldato Usa si esercita con un M72 LAW nel 1969

L'arma ha calibro di 66 mm e un peso di 2,36 kg, spara razzi a carica cava in grado di perforare fino a 1,8 m di terreno, 0,6 metri di cemento armato e 305 mm di corazza, con circa 150-200 metri di gittata utile.

## Operatori
Norvegia
- Kongelige Norske Hæren

Almeno 3000 lanciarazzi sono stati ceduti alle forze ucraine durante l'invasione russa dell'Ucraina del 2022.
 Ucraina
- forze terrestri ucraine
- Guardia nazionale dell'Ucraina

Almeno 3000 unità ricevuti dall'esercito norvegese